# Eustrotia parallela
Eustrotia parallela är en fjärilsart som beskrevs av Rothschild. Eustrotia parallela ingår i släktet Eustrotia och familjen nattflyn. Inga underarter finns listade i Catalogue of Life.